# 22 septembre 1907
Le 22 septembre 1907 est le 265e jour de l'année 1907 du calendrier grégorien. Il s'agit d'un dimanche. 

## Événements
- Création de la Confédération générale des vignerons du Midi. Elle est créée à Narbonne, sous la présidence d'Ernest Ferroul. Son but est de réaliser une union sacrée entre petits et les  grands producteurs viticoles[1].

## Naissances
- Maurice Blanchot, romancier français. Il naît au hameau de Quain à Devrouze (Saône-et-Loire), dans un milieu aisé.
- Philip Fotheringham-Parker, pilote anglais de course automobile
- René Nicoly, Président-fondateur des Jeunesses musicales de France.
- Shepperd Strudwick, acteur américain
- Wilhelm Specht, mathématicien allemand

## Décès
- Clément Silva, homme politique français
- Maurice Régimbart, entomologiste français